# Remco Heite
Hendrik Reint (Remco) Heite (Steggerda, 8 februari 1946) is een Nederlands politicus van de PvdA.
Hij is afgestudeerd in de Nederlandse taal en letterkunde aan de Universiteit van Amsterdam. Na enige tijd te hebben gewerkt als redacteur bij Trotwaer, werd hij in 1975 docent Nederlands aan het Professor Ter Veen Lyceum (thans Zuyderzee Lyceum) in Emmeloord. In 1982 werd hij in Weststellingwerf gemeenteraadslid en vrijwel meteen ook wethouder. Vanaf 1987 nam hij als locoburgemeester de honneurs waar van de zieke burgemeester Jan Schurer die in juni 1989 overleed. Hoewel het zeer ongebruikelijk is, werd Heite later dat jaar van locoburgemeester benoemd tot burgemeester van dezelfde gemeente. Vanwege gezondheidsproblemen besloot Heite in 2005 zijn burgemeesterschap op te geven.

## Schaken
Heite is een groot schaakliefhebber. Bij zijn afscheid als burgemeester werd het Remco Heite Schaaktoernooi gehouden, dat momenteel (2015) nog steeds bestaat. Verder verzamelt hij schaakboeken en schreef hij zelf ook meerdere boeken, waarvan een deel over schaken en schakers gaat, zoals de biografie en bibliografie van Haije Kramer. Heite verzorgde ruim twaalf jaar (tot in 2021) de schaakrubriek in de Leeuwarder Courant.